# Škoda Yeti
O Škoda Yeti (codinome Typ 5L) é um crossover de segmento B produzido pela montadora tcheca Škoda Auto e apresentado no Salão Automóvel de Genebra de 2009, como a primeira entrada da montadora no mercado de SUVs. Em 2009, o Yeti foi premiado como Carro Familiar do Ano pela revista Top Gear.

## Visão geral

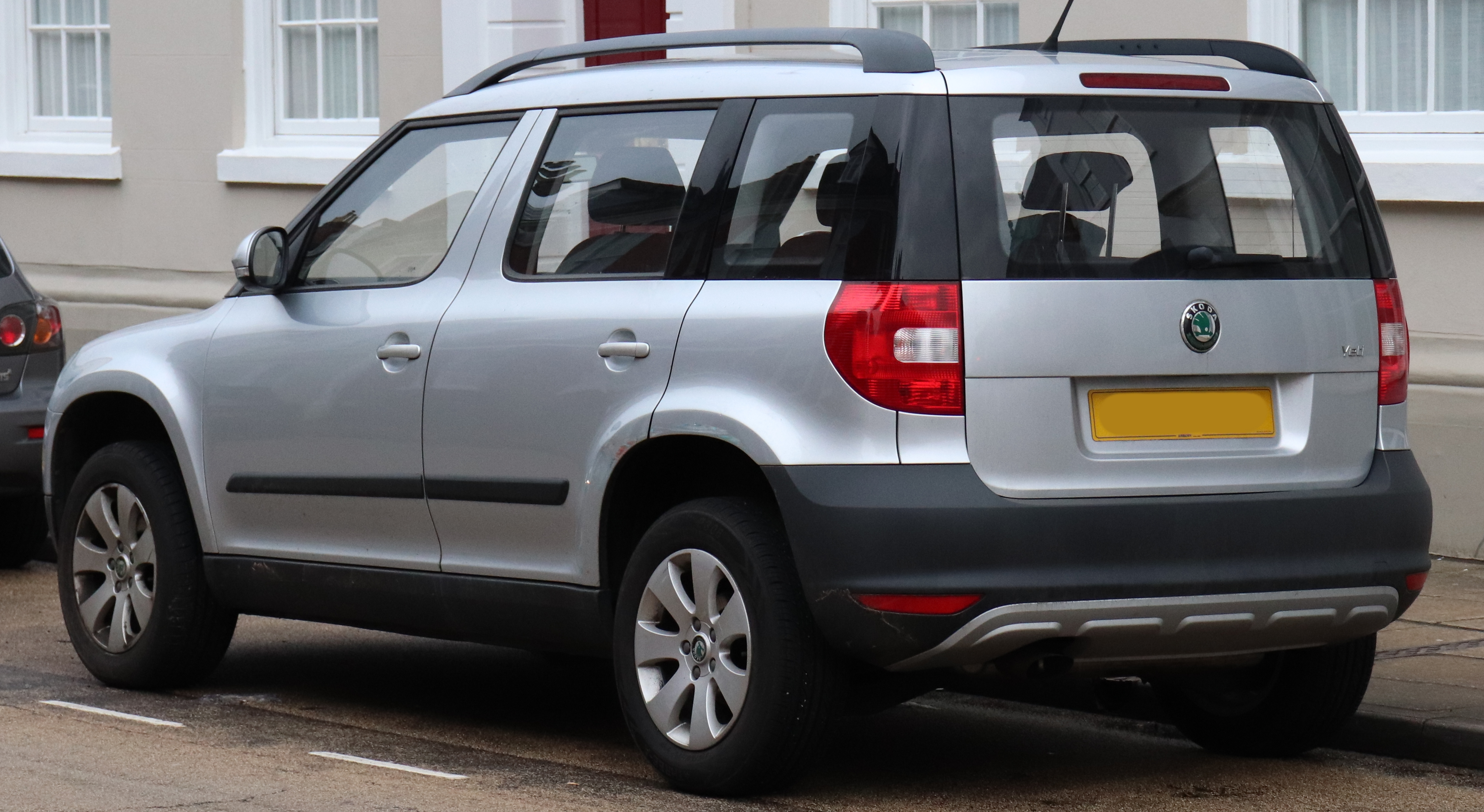
Škoda Yeti pré-facelift (Reino Unido)

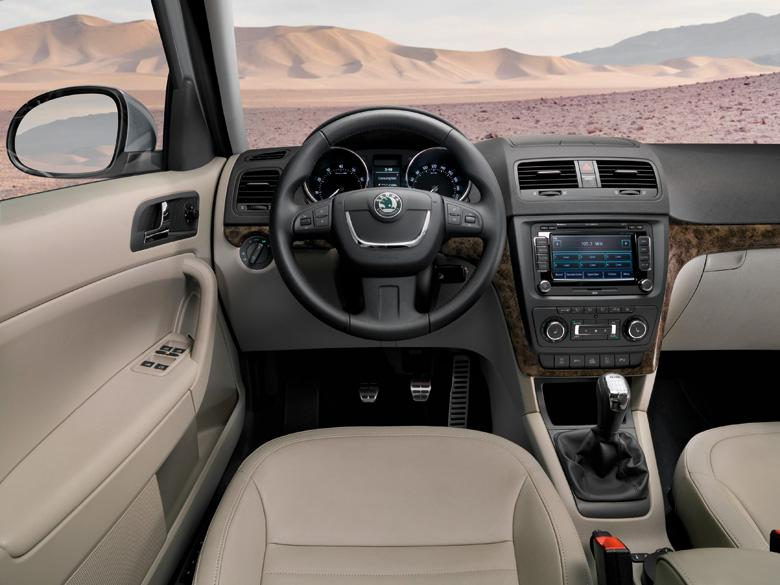
Interior

No Salão do Automóvel de Genebra de 2005, a Škoda revelou um carro-conceito na categoria SUV compacto, denominado Yeti e usando um único limpador de para-brisa vertical movendo-se horizontalmente por todo o vidro ou um porta-malas dividido horizontalmente, cuja parte inferior foi dividida em uma seção interna e outra externa para que duas bicicletas pudessem ser fixadas à seção externa rebaixada - recursos que não foram produzidos.
Quatro anos depois, a Škoda estreou a versão de produção do Yeti no Salão do Automóvel de Genebra de 2009. com dimensões compactas (comprimento: 4.223 mm; largura: 1.793 mm; distância entre eixos: 2.579 mm), o Yeti ofereceu uma configuração interior comercializada como VarioFlex com assentos inclináveis, reclináveis e rebatíveis de seu antecessor Škoda Roomster. Há três assentos separados com inclinação ajustável do encosto cobrindo uma faixa de 13,5°.
Os assentos externos do Yeti podem deslizar para frente e para trás; após a remoção do banco central, os bancos exteriores podem ser deslocados 80 mm em direção ao centro, criando assim mais espaço para dois passageiros traseiros – com a possibilidade de rebater o encosto e rebater todo o banco para a frente. Depois de os bancos terem sido rebatidos e para a frente, podem ser removidos.
Em comparação com o Roomster: a almofada do assento central foi reposicionada de modo a ficar 70 mm atrás em relação às almofadas exteriores (no Roomster é nivelada); a almofada do assento central é aproximadamente 35 mm mais comprida que a almofada do Roomster; após a remoção do assento central, os assentos externos podem ser movidos em direção ao centro em 80 mm (no Roomster em 110 mm).
O banco do passageiro dianteiro pode ser rebatido para a frente, na posição horizontal, para permitir o transporte de objetos longos. A sua capacidade de bagagem, auxiliada pelos bancos traseiros ‘VarioFlex’, varia entre 405 litros, até 1.760 litros quando os bancos traseiros são removidos.
As ofertas de trem de força no Yeti incluíam uma variedade de motores de combustão interna, todos com quatro cilindros (I4), quatro tempos turboalimentados e em conformidade com o padrão de emissões EU5. Os motores a gasolina são todos com injeção de combustível e os motores a diesel são todos common rail (CR) com injeção direta turboalimentada (TDI) com filtro de partículas diesel (DPF).
A maioria dos motores era oferecida com transmissões manuais de seis velocidades. Uma manual de cinco velocidades foi reservada apenas para carros com tração dianteira e motor TDI de 81 kW. A caixa de câmbio Direct-Shift (DSG) de sete velocidades do Grupo Volkswagen era uma opção exclusiva para o 1.2 TSI, enquanto a caixa de câmbio Direct-Shift (DSG) de seis velocidades estava disponível para o motor diesel common rail de dois litros e 103 kW (140 cv).
As variantes de tração nas quatro rodas utilizavam a embreagem multiplaca Haldex Traction de quarta geração para transmitir a tração às rodas traseiras, e todos os layouts de tração incluem suspensão traseira multilink totalmente independente vista pela primeira vez no Volkswagen Golf Mk5 para complementar a suspensão dianteira totalmente independente. Os Yeti com tração integral apresentavam botão Off Road para mudar todos os sistemas de assistência para uma configuração off-road especial, por exemplo, o acelerador respondia com menos sensibilidade.
Um conjunto de funções Off-Road incluía também um controle de descida de ladeiras, que utilizava a freagem sensível para manter uma velocidade constante em descidas íngremes, independentemente de o veículo estar em alguma das marchas de uma a três, ré ou ponto morto.
O Škoda Yeti foi premiado com uma classificação de segurança de cinco estrelas pelo Programa Europeu de Avaliação de Novos Carros (Euro NCAP). Pontuou 92% para proteção de ocupantes adultos nos testes de colisão frontal e lateral, 78% para proteção de ocupantes infantis e 46% no teste de segurança de pedestres. Ele também obteve 71% para o equipamento padrão de Assistência de Segurança, já que a linha vinha com lembretes de cinto de segurança para motorista/passageiro como padrão.
Também incluía Programa Eletrônico de Estabilidade (ESP) com Sistema de Travagem Antibloqueio (ABS), Assistência Hidráulica à Travagem (HBA), Regulação Antiderrapagem (ASR) – que atualmente é equipamento padrão na maioria das variantes em toda a Europa e opcional em outras. A proteção contra lesões cervicais no teste de impacto traseiro (chicotada) também foi boa.
O Yeti pode ser encomendado com até 9 airbags (frontal duplo, tronco lateral dianteiro, tronco lateral traseiro, cortina lateral e airbag de joelho do motorista).
Na maior parte da Europa, o Yeti estava disponível com três níveis de acabamento diferentes: Experience, Ambition e Track (ou Active em alguns mercados). No entanto, no Reino Unido, estava disponível em cinco níveis de acabamento, E, S, SE, SE Plus e Elegance. Na Índia, estava disponível nas versões "Active", "Ambition" (também chamada de "Ambiente") e "Elegance".
Uma extensa lista de padrões e extras estava disponível, incl. faróis bi-xénon com AFS, sensores de proximidade dianteiros/traseiros, sistema automático de assistência ao estacionamento, sistema de monitorização da pressão dos pneus, sistema de navegação com grande tecla tátil a cores de 6,5” e disco rígido de 30 GB, bancos e espelhos ajustáveis eletricamente, sensor de chuva, bancos dianteiros aquecidos e um grande teto solar panorâmico inclinável/deslizante de duas peças.

### Segurança
Em maio de 2017, a Škoda Australia informou que uma atualização de software foi lançada pela VW para transmissões DSG para reduzir o desgaste nos conjuntos de dupla embreagem. Isto é conseguido desengatando automaticamente a embreagem sem aviso quando a temperatura da embreagem atinge os 200° C. Esta mudança de design também introduz uma resposta variável do acelerador com atraso e tremores na primeira marcha como "operação normal".

### Facelift

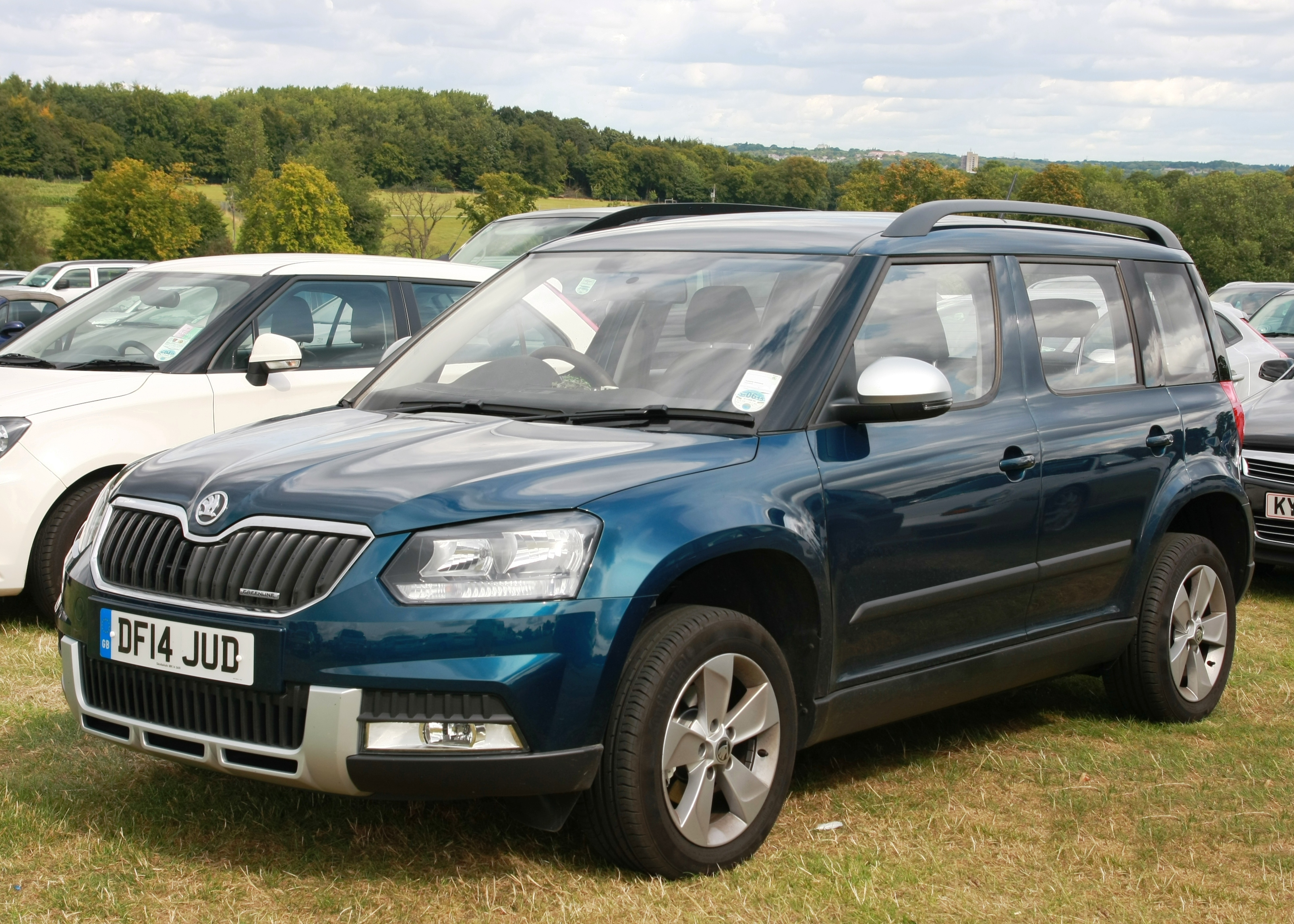
Škoda Yeti com facelift

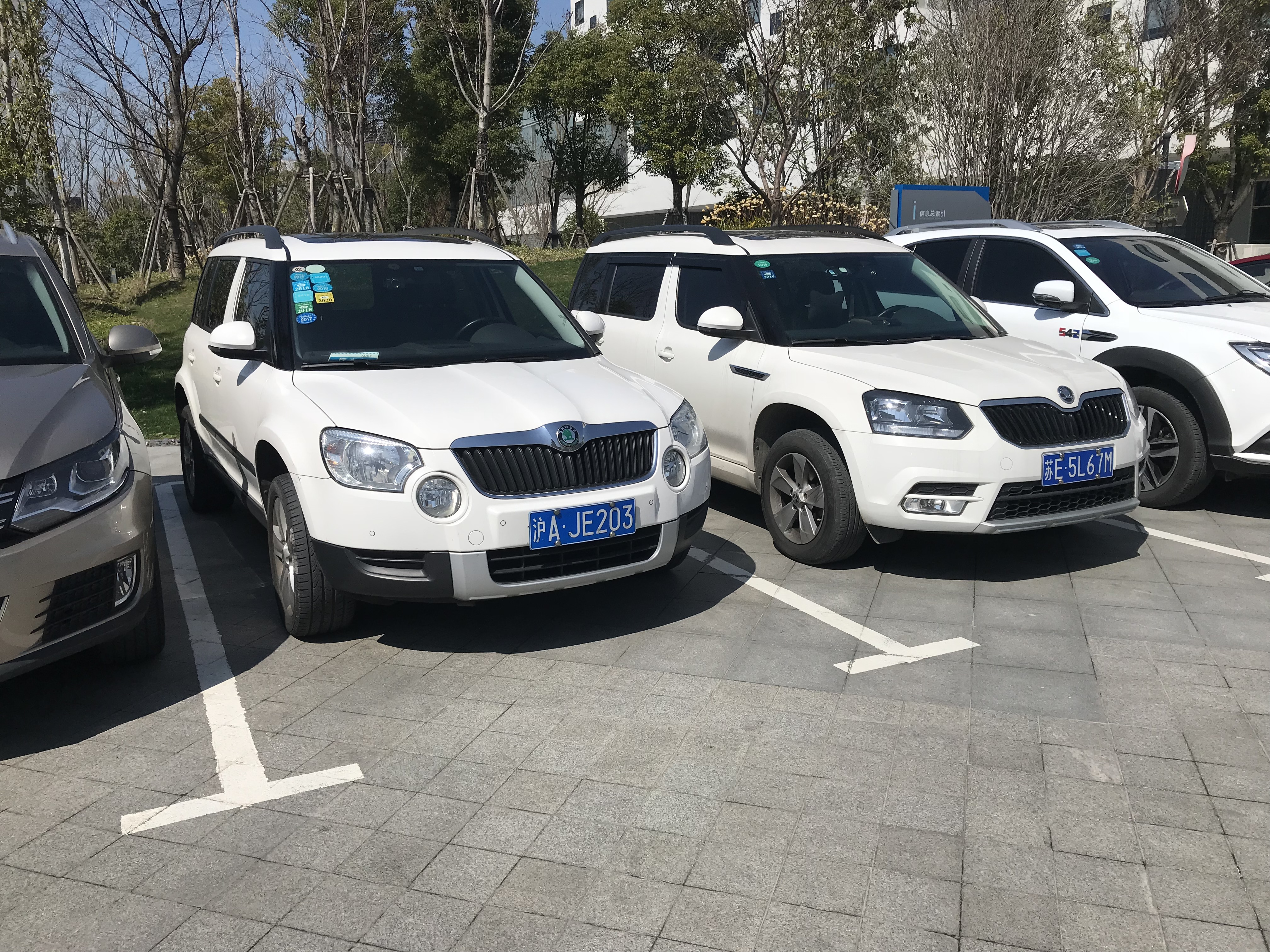
Comparação entre o Škoda Yeti pré-facelift e pós-facelift

Uma versão renovada do Yeti teve sua estreia oficial no Salão Internacional do Automóvel de Frankfurt em setembro de 2013. Após a reforma, o SUV compacto da Škoda estava disponível em duas versões de design mais curtas em apenas 1 mm em comparação com o modelo original: Yeti padrão e Yeti Outdoor robusto.
A principal diferença pode ser encontrada no formato do pára-choque dianteiro/traseiro; a versão Outdoor tinha peças expostas a potenciais danos causados pelo terreno (partes inferiores dos pára-choques, soleiras) com acabamento em preto, enquanto o Yeti "urbano" as tinha pintadas na cor da carroceria. Eles variaram também na oferta de designs de rodas e estofados. Ambas as versões poderiam ser encomendadas no acabamento topo de linha Laurin & Klement, o Yeti "urbano" também na versão de design esportivo "Monte Carlo".
A tecnologia também foi atualizada. A tração nas quatro rodas era movida pelo acoplamento multiplaca Haldex controlado eletro-hidraulicamente de quinta geração, localizado no eixo traseiro na mesma carcaça da transmissão final e do diferencial traseiro. O princípio de funcionamento era praticamente o mesmo da quarta geração usada no modelo anterior pré-facelift.
Houve uma mudança técnica na forma como a pressão do óleo era regulada na embreagem, ou seja, na comutação FWD. A pressão do óleo nos discos da embreagem foi, após o facelift, regulada por uma válvula centrífuga integrada na bomba de óleo elétrica axial de seis pistões. Comparado com a geração anterior, o sistema Haldex 5 era 1,4 kg mais leve (cerca de 6,6 kg sem óleo) e mais simples, pois não continha acumulador de pressão de óleo.
A linha de transmissão apresentava algumas novas combinações: DSG de sete velocidades com motor 1.6 TDI (atualmente com manual de cinco velocidades apenas para o GreenLine), tração dianteira com diesel de dois litros de 103 kW e manual de seis velocidades (atualmente apenas com tração integral ) e DSG de seis velocidades com motor diesel de dois litros de 125 kW e tração integral (até agora apenas manual de seis velocidades).
Quanto ao equipamento, o Yeti remodelado tornou-se o primeiro carro Škoda a oferecer uma câmara de estacionamento retrovisora. É ativado automaticamente quando a marcha-atrás é engatada: apresenta o espaço atrás do automóvel e indica a linha de condução, com base na largura do veículo. A lista de funcionalidades foi alargada, entre outras, pelo sistema sem chave para trancar/destrancar portas e arranque do motor (KESSY) e lanterna LED recarregável na bagageira.
A Škoda revelou o estudo de design do Yeti Xtreme no 33º GTI Treffen.